# Alte Kirche St-André (Meistratzheim)

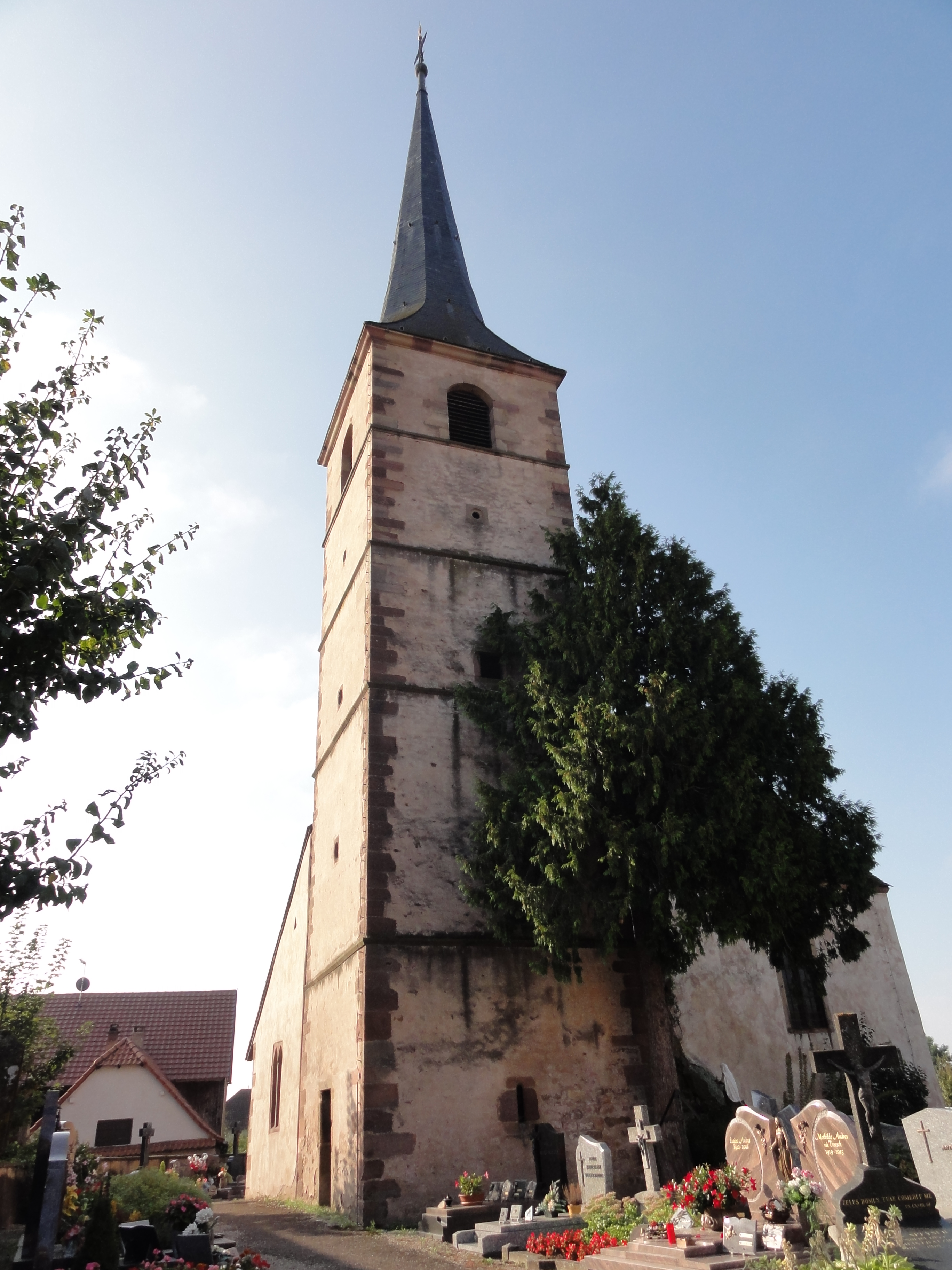
St-André, Blick zum Turm

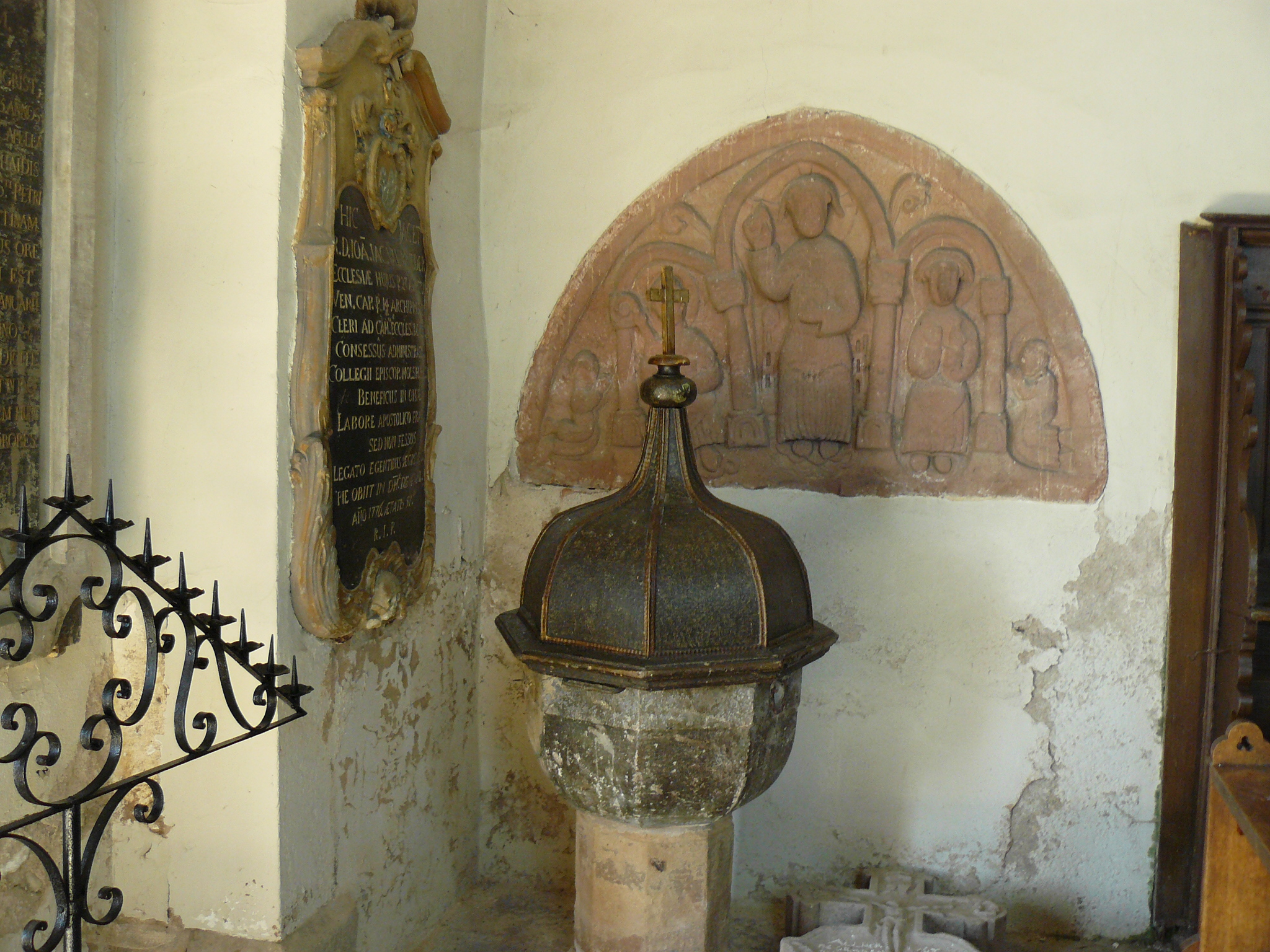
Taufstein und romanisches Tympanon

Die Alte Kirche St-André (französisch: Ancienne Église Saint-André) ist die frühere römisch-katholische Pfarrkirche und heutige Friedhofskapelle von Meistratzheim (Département Bas-Rhin) in Frankreich. Die Kirche ist seit 1924 als Monument historique klassifiziert.

## Geschichte
Die alte Pfarrkirche St-André geht auf das 11. Jahrhundert zurück. Von der einfachen romanischen Kirche sind die Untergeschosse des Turms, der quadratische Chorraum sowie ein Tympanon aus der zweiten Hälfte des 12. Jahrhunderts erhalten. Die Kirche erhielt zwischen 1720 und 1722 ein neues Kirchenschiff, der Turm 1724 erweitert. Nach der Weihe der größeren neuen Pfarrkirche St-André 1922 wurde die alte Kirche teilweise niedergelegt und die heute erhaltenen Reste wurden zur Friedhofskapelle hergerichtet.